# 鞭幸枝 (小惑星)
鞭幸枝（むちさちえ、12412 Muchisachie）は、小惑星帯に位置する小惑星である。北海道の円舘金と渡部和郎が発見した。
元福岡県立朝倉高等学校の音楽教師で、音楽部や地域の合唱団の指導者として活動した鞭幸枝に因んで、2008年12月に名付けられた。2009年7月には朝倉市で命名を記念するコンサートが開かれている。